# Olubajé

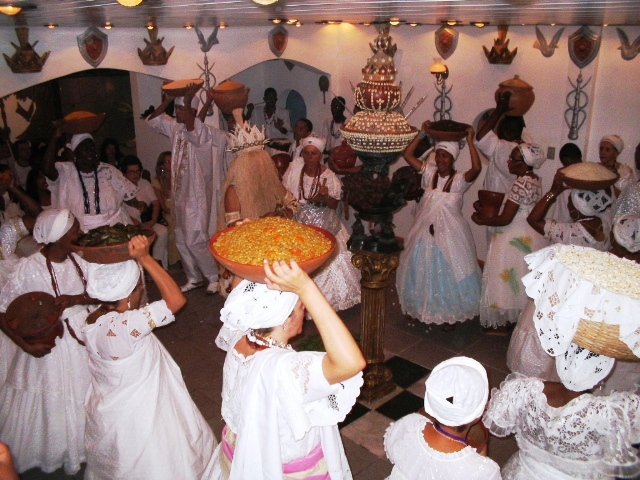
Olubajé do candomblé

O Olubajé é a festa anual em homenagem a Obaluaiê, onde as comidas são servidas na folha de mamona. Rememorando um itã (mito) onde todos os Orixás para se acertarem com Obaluaiê, por motivos de ter sido chacoteado numa festividade feita por Xangô por sua maneira de dançar.
Nessa festividade, todos os Orixás participam (com exceção de Xangô), principalmente Oçânhim, Oxumarê, Nanã e Ieuá, que são de sua família. Oiá tem papel importante por ser ela que ajuda no ritual de limpeza e trazer para o barracão de festas a esteira, sobre a qual serão colocadas as comidas.
Olubajé é ritual especifico para o orixá Obaluaiê, indispensável nos terreiros de candomblé, no sentido de prolongar a vida e trazer saúde a todos os filhos e participantes do axé. No encerramento deste rito é oferecido no mínimo nove iguarias da culinária afro-brasileira chamada de comida ritual pertinente a vários Orixás, simbolizando a Vida, sobre uma folha chamada "euê lará" conhecida popularmente como mamona assassina, "altamente venenosa" simbolizando a Morte (Icu).